# Rasa de Palou
La rasa de Palou és un afluent per l'esquerra de la riera de Canalda.

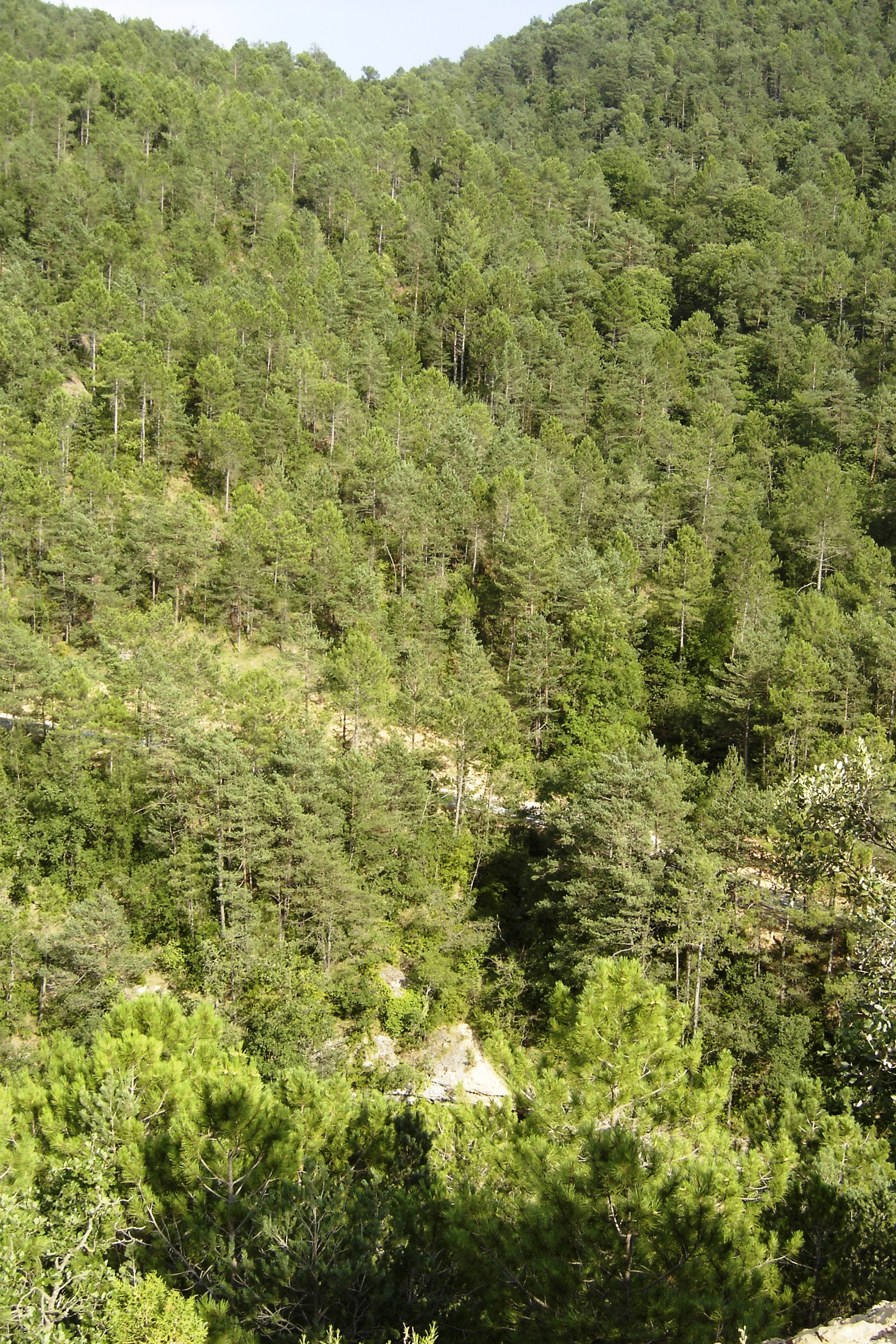
La rasa de Palou abans d'abocar les seves aigües a la Riera de Canalda

Neix a 967 m d'altitud, a uns escassos 15 metres a l'oest de la bifurcació del camí que mena de la masia de La Salada fins al pont d'Orrit amb el que porta fins a la masia de Palou. En aquest punt el veral del camí que va cap al pont d'Orrit fa un pronunciat revolt que és conegut, precisament, amb el nom del revolt de la rasa.
Des de bon començament agafa la direcció E-W que mantindrà duran tot el seu recorregut. 500 m després del seu inici passa a 175 m al nord de la masia de Palou que li dona el nom. Desguassa a la riera de Canalda a 754 m d'altitud, 55 m aigües amunt del pont d'Orrit.

## Mapa
Institut Cartogràfic de Catalunya